# Katzenbrunn (Wüstung)
Katzenbrunn (auch Katzenbrunnen) ist eine abgegangene mittelalterliche Siedlung, die heute auf der Gemarkung von Urbach liegt, einer Gemeinde im baden-württembergischen Rems-Murr-Kreis. Später entstand an der Stelle der ehemaligen Siedlung ein Depot der Bundeswehr.

## Lage
Katzenbrunnen heißt heute ein Waldgewann etwa 3 Kilometer nördlich von Urbach. Wahrscheinlich befand sich die Siedlungsstelle nahe dem Katzenbrunnen, einer Quelle des Katzenbrunnenbachs. Diese Quelle dürfte die Siedlung mit frischem Wasser versorgt haben. Der Katzenbrunnenbach mündet nordöstlich des Wellingshofs in den Urbach.

## Geschichte
Katzenbrunn war ein kleiner Weiler, der aus vier Bauernhöfen bestand. Das Örtchen gehörte zu der Grundherrschaft des Klosters Lorch. 1448 wird erwähnt, dass die Höfe den Großzehnten an die Dekaneipfründe des Klosters abgeben mussten. Nach und nach wurde die Siedlung im 15. Jahrhundert aufgegeben. Der letzte Hof ging 1508 ein.
Während des Kalten Kriegs entstand an der Stelle der ehemaligen Siedlung ein Depot der Bundeswehr. Nach dessen Auflösung wurde zeitweise ein Windpark im Katzenbrunnen geplant.